# Веселоподольський сільський округ
Веселоподо́льський сільський округ (каз. Веселоподол ауылдық округі, рос. Веселоподольский сельский округ) — адміністративна одиниця у складі Сарикольського району Костанайської області Казахстану. Адміністративний центр — село Веселий Подол.
Населення — 780 осіб (2021; 1326 у 2009, 1614 у 1999, 2178 у 1989).
Станом на 1989 рік існувала Веселоподольська сільська рада (села Ананьєвка, Веселий Подол).

## Склад
До складу адміністрації входять такі населені пункти:
| Населений пункт     | Старі назви | Населення, осіб (1989) | Населення, осіб (1999) | Населення, осіб (2009) | Населення, осіб (2021) |
| ------------------- | ----------- | ---------------------- | ---------------------- | ---------------------- | ---------------------- |
| Ананьєвка, село     | -           | 355                    | 286                    | 258                    | 92                     |
| Веселий Подол, село | -           | 1823                   | 1328                   | 1068                   | 688                    |